# Coeliccia cyanomelas
Coeliccia cyanomelas är en trollsländeart som beskrevs av Friedrich Ris 1912. Coeliccia cyanomelas ingår i släktet Coeliccia och familjen flodflicksländor. IUCN kategoriserar arten globalt som livskraftig. Inga underarter finns listade i Catalogue of Life.